# Condor (opera)
Condor (titolo poi cambiato in Odalea) è un'opera in tre atti composta da Antônio Carlos Gomes. Il libretto è di Mário Canti. La prima rappresentazione si tenne al Teatro alla Scala di Milano il 21 febbraio 1891, con Giovanni Battista De Negri come Condor, Hariclea Darclée nel ruolo della protagonista Odaléa, Adelina Stehle come Adin e Francesco Navarrini come Almazor. 
L'opera è stata dedicata a Theodoro Teixeira Gomes.

## Trama
A causa di precetti religiosi, Odalea, regina di Samarcanda, non è autorizzata a conoscere l'amore umano. Adin, paggio della regina, viene presa in giro quando annuncia che qualcuno - Condor - osa profanare il castello reale. Il nuovo personaggio dichiara apertamente il suo amore per Odalea, che si sente incapace di ordinare la sua decapitazione, con grande indignazione della corte. La regina va alla moschea per partecipare a riti religiosi, e la sua compagnia viene attaccata da mandrie selvagge. Condor, contro la supplica della madre (la nomade Zuleida), va in soccorso della sua amata e la salva. La regina vuole incontrare il suo salvatore e Zuleida le dice che Condor, capo delle Orde Nere, è un figlio del sultano Amurath. Sfidando i suoi coetanei e la sua gente, Odalea nomina Condor come capo, ma il popolo non lo accetta e minaccia di ucciderlo. Almanzor, un astrologo caldeo e uomo saggio della corte, annuncia che la vita di Odalea è in pericolo a causa del suo amore. Condor offre di sacrificare la propria vita in cambio di Odalea. Un grande incendio inizia in città. Condor pugnala se stesso per salvare la regina. Il popolo invade il palazzo e vede Odalea china sul cadavere del suo amato. Odalea, a sua volta, getta il pugnale a terra e grida: "Ora, voi infami, strappate il mio cuore!", mentre il popolo grida di orrore.

## Struttura
- Preludio
- Nel regno delle rose (Adin)
- Dell'arme il segnal (Almazor, Odalea, Adin)
- Aquila pellegrina che fendi... (voce lontana - Condor)
- Dea celeste ideal (Odalea sola - indi Condor)
- Già l'alba appar, fedeli, alla preghiera (popolo)
- Orda crudel, feroce (monologo - Zuleida)
- Orda selvaggia (popolo, il Mufti, Adin)
- Vedi, commossa ell'è (assieme - indi Zuleida, Condor)
- Notturno
- Quanto silenzio a me... (Odalea sola - frase)
- Avea sultana altera (serenata - Adin)
- Ti vedo, ognor, in tua follia sublime (Odalea)
- Le mie stele salutano in te (Adin, Zuleida, Condor, Almazor)
- Fissami in volto, dimmi (Odalea, Condor)

## Registrazioni
- M°Armando Belardi (direttore). Teatro Municipal di São Paulo, 1986. Interpreti: Renata Lucci (Odalea), Sérgio Albertini (Condor), Niza de Castro Tank (Adin), Tereza Boschetti (Zuleida), Benedito Silva (Almazor), Jairo Vaz (il Mufti)